# Edificio Dacon
El edificio Dacon está situado en la Avenida Brigadeiro Faria Lima, que es uno de los grandes centros financieros y comerciales de la ciudad de São Paulo, Brasil. Fue diseñado por el arquitecto Richard Julian siendo inaugurado en 1981 con 96 metros de altura, vidrio japonés y un helipuerto en su última planta. Fue el primer edificio en São Paulo que recibió paneles de vidrio en la parte frontal.